# Велижаны
Велижаны — село в Нижнетавдинском районе Тюменской области России. Административный центр Велижанского сельского поселения.

## География
Село расположено на реке Иске, в 43 км к северу от Тюмени по Нижнетавдинскому тракту.

## История
Основано в начале XVII века, впервые упоминается в документах 1774 года, когда была построена деревянная церковь Вознесения Господня.
По спискам населённых мест Тобольской губернии за 1871 и до 1904 года есть сведения о деревне Велижаны Тюменского уезда.
Эта деревня находилась на земском тракте. Была земская станция. Расстояние до уездного города 50 вёрст, число дворов 219, число жителей по данным 1904 года 874. Церковь в селе деревянная, построенная прихожанами в 1896 году.
В советское время село Велижаны было центром Велижанского района, входившего в Омскую область.
На фронтах Великой Отечественной войны погибли 184 жителя села, в 1974 году селе был установлен памятник.
До расформирования СССР на территории Велижанского сельсовета располагался колхоз «Красное знамя» под руководством кандидата сельскохозяйственных наук орденоносца Николая Ефимовича Кузьмина (ныне покойного). В 90-х годах из колхоза были созданы несколько отдельных хозяйств.
На 2015 год село на треть газифицировано.

## Достопримечательности
Памятник воинам Великой Отечественной войны. Представляет собой стелу из серого мрамора с надписью «Слава павшим героям», сооружен в 1974 году на месте откуда провожали односельчан на войну. В 2000 году рядом с памятником была выложена стена из кирпича с табличками с именами павших воинов. 16 апреля 2015 года памятник был снесён по устному указанию главы администрации Велижанского сельского поселения. Снос объяснялся тем, что участок, на котором находился памятник, был сдан в аренду под индивидуальное жилищное строительство, а в 2010 году недалеко был построен новый монумент. Прокуратура района после публикации еженедельника «Наша Газета» провела проверку и обязала администрацию восстановить монумент. При этом последний фронтовик села - Иван Дмитриевич Ермаков, ушёл из жизни за год до сноса памятника, но ещё живут и здравствуют 35 участников трудового фронта.
Недалеко от села Иска находится древнее святилище, памятник эпохи энеолита, обсерватория под названием «Велижаны — 2».